# Oleksandr Bandura
Oleksandr Viktorovyč Bandura (in ucraino Олександр Вікторович Бандура?; Hamaliïvka, 30 maggio 1986) è un calciatore ucraino, portiere del Mynaj.